# Kujula Kadphisès
Kadphisès Ier ou Kujula Kadphisès (langue kuchane : Κοζουλου Καδφιζου, ou Κοζολα Καδαφες, chinois : 丘就却 ; pinyin : qiūjiùquè ; Wade : K’iu-tsiu-k’io) est un souverain Kouchan qui régna de 30 à 80 environ. Il unifia la confédération Yuezhi, dont Kouchan n'étaient auparavant que l'une des cinq principautés ou tribus, et joua un rôle décisif dans la formation de l'Empire kouchan en conquérant de vastes territoires. Il est le grand-père de Kanishka Ier.
Kadphisès figure sur l'inscription de la stèle de Takht-i-Bahi Kharoṣṭhi (50 km au nord-est de Peshawar), où il apparaît sous le nom de erjhuna Kapa (prince Kapa) comme subordonné au roi indo-parthe Gondopharès Ier. L'inscription est datée de la 26e année du règne de ce dernier et la 103e de l'ère Azes/Vikrama qui commence en 58 ou 57 avant notre ère.
Selon le Hou Hanshu (Livre des Han postérieurs) : « le prince (xihou) de Guishuang (Kuei-shang, actuel Badakhshan et territoires adjacents au nord de l’Oxus), nommé Kujula Kadphisès (丘就却, qiūjiùquè, Wade : K’iu-tsiu-k’io) attaqua et extermina les quatre autres princes (xihou). Il se proclama roi d’un royaume appelé Guishuang. Il envahit l’Anxi (Est de la Parthie) et prit la région de Gaofu (Kaboul). Il défit également l’ensemble des royaumes de Puda et de Jibin (Kapisha-Gandhâra). Qiujiuque (Kujula Kadphisès) mourut à plus de quatre-vingts ans. »
Ces conquêtes eurent probablement lieu à une date située entre 45 et 60, et jetèrent les bases de l’Empire kouchan qui fut rapidement agrandi par ses descendants.
Kujula fit frapper une importante série de monnaies et eut au moins deux fils, Sadaṣkaṇa (qui n’est connu que par une inscription et n’a probablement jamais régné) et Vima Takto qui succéda au trône de l'Empire.